# Luiz Henrique da Silveira
Pour les articles homonymes, voir Silveira.
Luiz Henrique da Silveira (Blumenau, 25 février 1940 - 10 mai 2015) est un homme politique brésilien. Il fut tour à tour député de l'État (deputado estadual) de Santa Catarina, député fédéral, président du PMDB, maire (prefeito) de Joinville et gouverneur de Santa Catarina pour deux mandats, du 1er janvier 2003 au 9 avril 2006, quand il démissionna pour le consacrer à sa campagne de réélection, et de nouveau à partir du 1er janvier 2007.
Il commence à militer politiquement durant ses études de droit à l'Université fédérale de Santa Catarina. Il devient ensuite professeur d'histoire générale dans un collège privé de Florianópolis. En 1966, il déménage pour Joinville, il y monte un cabinet d'avocat et donne des cours de portugais et d'histoire dans un collège privé et des cours de droit privé dans une université locale. Il devient ministre fédéral des Sciences et Technologies de 1987 à 1988, dans le gouvernement José Sarney.